# Dai-1 Teishin Shūdan
Die Dai-1 Teishin Shūdan (jap. 第1挺進集団, dt. „1. Luftsturmdivision“) war im Zweiten Weltkrieg von November 1944 bis September 1945 ein Großverband der Kaiserlich Japanischen Heeresluftstreitkräfte. Die Luftlandedivision der Fallschirmtruppe des Kaiserlich Japanischen Heeres wurde jedoch nie als Gesamtheit eingesetzt, sondern stellte einzelne Brigaden, Regimenter und Kompanien für militärische Unternehmen zur Verfügung. Der Kern der Truppe verblieb in Japan, um weitere Fallschirmjäger auszubilden. Ihr Tsūshōgō-Code (militärischer Tarnname) war 1RD.

## Geschichte

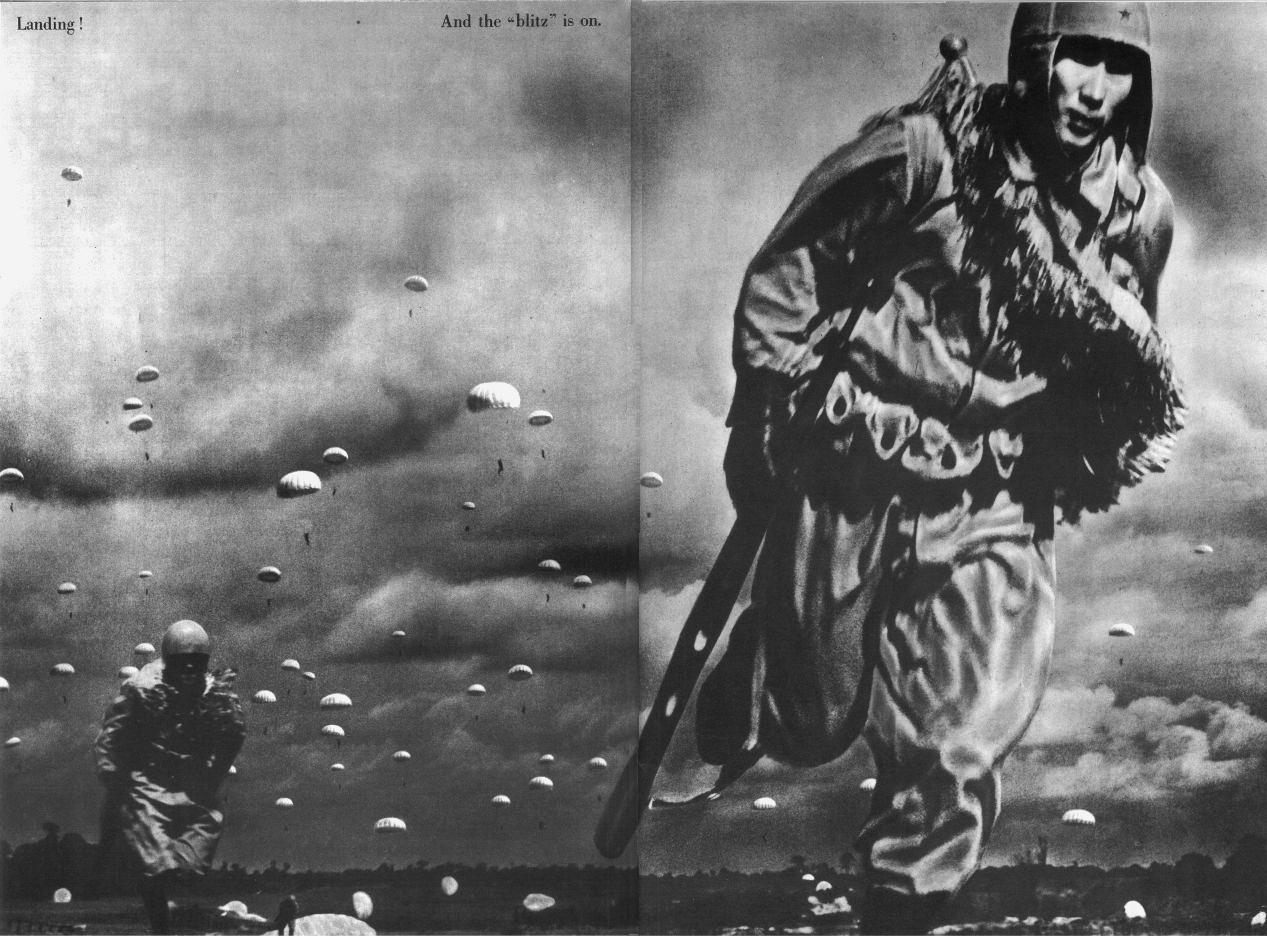
IJA Fallschirmjäger Teishin Shudan in Palembang 13.–15. Februar 1942

Seit 1941 war die 1. Luftsturmbrigade der Kern der japanischen Heeres-Fallschirmtruppe gewesen. Am 21. November 1944 wurde die 1. Luftsturmgruppe aus bestehenden Einheiten aufgestellt. Die Bezeichnung „Gruppe“ erfolgte, da weder Mannschaften noch Geräte in ausreichender Anzahl verfügbar waren. Die Gliederung der 1. Luftsturmgruppe entspricht jedoch der einer Division und deswegen hat sich die Bezeichnung „Dai-1 Teishin Shūdan“ als 1. Luftsturmdivision durchgesetzt. Die Sollstärke der Division hätte ca. 12.000 Mann betragen sollen, doch ständige Verluste, Umgruppierungen und Neurekrutierungen reduzierten die Stärke auf ca. 8.000 Mann.
Der Kommandeur der 1. Luftsturmdivision war Generalmajor Tsukada Rikichi, der bis zu diesem Zeitpunkt ausschließlich Heeres-Bodentruppen befehligt hatte. Tsukada hatte Erfahrungen als Fluglehrer und hatte während der 1930er in Brigade- und Armeestäben gedient. Ende der 1930er hatte er Luftregiment und anschließend eine Luftbrigade befehligt. Seit Februar 1944 war Tsukada Generalstabschef der 3. Luft-Armee, als er im November 1944 die Führung der 1. Luftsturmdivision übernahm.
Die sechs Luftsturm- und Gleiter-„Regimenter“ bestanden hauptsächlich aus Infanterie-Bataillonen, obwohl ihre Kennung „Regiment“ war. Sie verfügten über keine Artillerie, besaßen nur geringe Feuerunterstützungs-Einheiten und waren, was Logistik und Versorgung anging, auf externe Einheiten angewiesen. Lediglich die Soldaten der Luftsturm-Regimenter erhielten eine Fallschirmsprung-Ausbildung, während bei den restlichen Einheiten auf eine solche verzichtet wurde.

## Einsätze
Als geschlossene Einheit nahm die Dai-1 Teishin Shūdan in ihrer Geschichte nie an einem Unternehmen teil. Dagegen stellte sie einzelne Brigaden, Regimenter oder Kompanien vor und während ihrer Aufstellung für Einsätze zur Verfügung.
Einheiten der Dai-1 Teishin Shūdan, die an Kampfoperationen teilnahmen:
- Februar 1942: 2. Luftsturmregiment in der Schlacht von Palembang
- Dezember 1944: 3. Luftsturmregiment und Teile des 4. Luftsturmregiment in der Operation Te
- Dezember 1944: 4. Luftsturmregiment in der Schlacht von Ormoc
- Januar 1945: 2. Luftsturmbrigade in der Schlacht um Luzon
- Mai 1945: Pioniere des 1. Luftsturmregiments in der Luftlandung auf Okinawa

## Gliederung
| Truppenteil                                                                              | Truppenteil                                           | Truppenteil                                           | Truppenteil                                           | Truppenteil                                           | Kommandeur                     | Stärke | Bewaffnung bzw. Info                                                                       |
| ---------------------------------------------------------------------------------------- | ----------------------------------------------------- | ----------------------------------------------------- | ----------------------------------------------------- | ----------------------------------------------------- | ------------------------------ | ------ | ------------------------------------------------------------------------------------------ |
| 1. Luftsturmdivision Dai-1 Teishin Shūdan 第1挺進集団                                    | 1. Luftsturmdivision Dai-1 Teishin Shūdan 第1挺進集団 | 1. Luftsturmdivision Dai-1 Teishin Shūdan 第1挺進集団 | 1. Luftsturmdivision Dai-1 Teishin Shūdan 第1挺進集団 | 1. Luftsturmdivision Dai-1 Teishin Shūdan 第1挺進集団 | Generalmajor Tsukada Rikichi   | 100*   |                                                                                            |
|                                                                                          | 1. Luftsturmbrigade Dai-1 Teishin Dan 第1挺進団       | 1. Luftsturmbrigade Dai-1 Teishin Dan 第1挺進団       | 1. Luftsturmbrigade Dai-1 Teishin Dan 第1挺進団       | 1. Luftsturmbrigade Dai-1 Teishin Dan 第1挺進団       | Oberst Nakamura Isamu          | 50*    |                                                                                            |
|                                                                                          |                                                       | 1. Luftsturmregiment Dai-1 Teishin Rentai 第1挺進連隊 | 1. Luftsturmregiment Dai-1 Teishin Rentai 第1挺進連隊 | 1. Luftsturmregiment Dai-1 Teishin Rentai 第1挺進連隊 | Oberstleutnant Yamada Hideo    | 816    |                                                                                            |
|                                                                                          |                                                       |                                                       | Regiments-Führungsstab                                | Regiments-Führungsstab                                |                                |        | Typ 94 8-mm-Pistole                                                                        |
|                                                                                          |                                                       |                                                       | 1. Schützen-Kompanie                                  | 1. Schützen-Kompanie                                  |                                |        | Typ 2 7,7-mm-Gewehr, Typ 94 8-mm-Pistole, 9 × Typ 99 Leichtes Maschinengewehr              |
|                                                                                          |                                                       |                                                       | 2. Schützen-Kompanie                                  | 2. Schützen-Kompanie                                  |                                |        | Typ 2 7,7-mm-Gewehr, Typ 94 8-mm-Pistole, 9 × Typ 99 Leichtes Maschinengewehr              |
|                                                                                          |                                                       |                                                       | 3. Schützen-Kompanie                                  | 3. Schützen-Kompanie                                  |                                |        | Typ 2 7,7-mm-Gewehr, Typ 94 8-mm-Pistole, 9 × Typ 99 Leichtes Maschinengewehr              |
|                                                                                          |                                                       |                                                       | Pionier-Kompanie                                      | Pionier-Kompanie                                      |                                |        | Typ 93 Flammenwerfer, Sprengsätze                                                          |
|                                                                                          |                                                       |                                                       | Schwerwaffen-Kompanie                                 |                                                       |                                |        |                                                                                            |
|                                                                                          |                                                       |                                                       |                                                       | Kompanie-Führung                                      |                                |        |                                                                                            |
|                                                                                          |                                                       |                                                       |                                                       | Panzerabwehr-Zug                                      |                                |        | 4 × Typ 94 3,7-cm-Pak oder 4 × Typ 97 8-cm-Granatwerfer                                    |
|                                                                                          |                                                       |                                                       |                                                       | Infanterie-Geschütz-Zug                               |                                |        | 4 × Typ 92 7-cm-Bataillonsgeschütz                                                         |
|                                                                                          |                                                       |                                                       |                                                       | Maschinengewehr-Zug                                   |                                |        | 6 × Typ 92 Schweres Maschinengewehr                                                        |
|                                                                                          |                                                       | 2. Luftsturmregiment Dai-2 Teishin Rentai 第2挺進連隊 | 2. Luftsturmregiment Dai-2 Teishin Rentai 第2挺進連隊 | 2. Luftsturmregiment Dai-2 Teishin Rentai 第2挺進連隊 | Oberstleutnant Oosaki Kunio    | 816    |                                                                                            |
|                                                                                          |                                                       |                                                       | Gliederung wie 1. Luftsturmregiment                   |                                                       |                                |        |                                                                                            |
|                                                                                          | 2. Luftsturmbrigade Dai-2 Teishin Dan 第2挺進団       | 2. Luftsturmbrigade Dai-2 Teishin Dan 第2挺進団       | 2. Luftsturmbrigade Dai-2 Teishin Dan 第2挺進団       | 2. Luftsturmbrigade Dai-2 Teishin Dan 第2挺進団       | Oberst Tokunaga Kenji          | 50*    |                                                                                            |
|                                                                                          |                                                       | 3. Luftsturmregiment Dai-3 Teishin Rentai 第3挺進連隊 | 3. Luftsturmregiment Dai-3 Teishin Rentai 第3挺進連隊 | 3. Luftsturmregiment Dai-3 Teishin Rentai 第3挺進連隊 | Major Shirai Tsuneharu         | 816    |                                                                                            |
|                                                                                          |                                                       |                                                       | Gliederung wie 1. Luftsturmregiment                   |                                                       |                                |        |                                                                                            |
|                                                                                          |                                                       | 4. Luftsturmregiment Dai-4 Teishin Rentai 第4挺進連隊 | 4. Luftsturmregiment Dai-4 Teishin Rentai 第4挺進連隊 | 4. Luftsturmregiment Dai-4 Teishin Rentai 第4挺進連隊 | Major Saida Chisaku            | 816    |                                                                                            |
|                                                                                          |                                                       |                                                       | Gliederung wie 1. Luftsturmregiment                   |                                                       |                                |        |                                                                                            |
| Folgende Einheiten sind Gleiter-Infanterie und unterstanden der Divisionsführung         |                                                       |                                                       |                                                       |                                                       |                                |        |                                                                                            |
|                                                                                          |                                                       | 1. Gleiter-Infanterie-Regiment                        | 1. Gleiter-Infanterie-Regiment                        | 1. Gleiter-Infanterie-Regiment                        | Major Yamamoto Haruichi        | 816    | Soldaten wurden aus Infanterie-Divisionen übernommen und hatten keine Fallschirmausbildung |
|                                                                                          |                                                       |                                                       | Führungs-Trupp                                        |                                                       |                                |        |                                                                                            |
|                                                                                          |                                                       |                                                       | 1. Gleiter-Schützen-Kompanie                          |                                                       |                                |        |                                                                                            |
|                                                                                          |                                                       |                                                       | 2. Gleiter-Schützen-Kompanie                          |                                                       |                                |        |                                                                                            |
|                                                                                          |                                                       |                                                       | 3. Gleiter-Schützen-Kompanie                          |                                                       |                                |        |                                                                                            |
|                                                                                          |                                                       |                                                       | Gleiter-Pionier-Kompanie                              |                                                       |                                |        |                                                                                            |
|                                                                                          |                                                       |                                                       | Gleiter-Panzerabwehr-Kompanie                         | Gleiter-Panzerabwehr-Kompanie                         |                                |        | 4 × 4,7-cm-Pak                                                                             |
|                                                                                          |                                                       |                                                       | Gleiter-Gebirgsgeschütz-Kompanie                      | Gleiter-Gebirgsgeschütz-Kompanie                      |                                |        | 4 × 7,5-cm-Gebirgsgeschütz                                                                 |
|                                                                                          |                                                       | 2. Gleiter-Infanterie-Regiment                        | 2. Gleiter-Infanterie-Regiment                        | 2. Gleiter-Infanterie-Regiment                        | Major Takaya Saburo            | 816    | Soldaten wurden aus Infanterie-Divisionen übernommen und hatten keine Fallschirmausbildung |
|                                                                                          |                                                       |                                                       | Gliederung wie 1. Gleiter-Infanterie-Regiment         |                                                       |                                |        |                                                                                            |
| Folgende Einheiten sind Luftsturm-Flieger-Verbände und unterstanden der Divisionsführung |                                                       |                                                       |                                                       |                                                       |                                |        |                                                                                            |
|                                                                                          | 1. Luftsturm-Flieger-Brigade                          | 1. Luftsturm-Flieger-Brigade                          | 1. Luftsturm-Flieger-Brigade                          | 1. Luftsturm-Flieger-Brigade                          | Oberst Kawashima Keigo         | 50*    |                                                                                            |
|                                                                                          |                                                       | 1. Luftsturm-Flieger-Regiment                         | 1. Luftsturm-Flieger-Regiment                         | 1. Luftsturm-Flieger-Regiment                         | Oberstleutnant Niihara Akihito | 500*   |                                                                                            |
|                                                                                          |                                                       |                                                       | 1. Luftsturm-Transport-Flieger-Kompanie               | 1. Luftsturm-Transport-Flieger-Kompanie               |                                |        | 9 × Typ 100 'Topsy', 1 × Nikajima Typ 100 'Helen' für schwere Frachtabwürfe                |
|                                                                                          |                                                       |                                                       | 2. Luftsturm-Transport-Flieger-Kompanie               | 2. Luftsturm-Transport-Flieger-Kompanie               |                                |        | 9 × Typ 100 'Topsy', 1 × Nikajima Typ 100 'Helen' für schwere Frachtabwürfe                |
|                                                                                          |                                                       |                                                       | 3. Luftsturm-Transport-Flieger-Kompanie               | 3. Luftsturm-Transport-Flieger-Kompanie               |                                |        | 9 × Typ 100 'Topsy', 1 × Nikajima Typ 100 'Helen' für schwere Frachtabwürfe                |
|                                                                                          |                                                       | 2. Luftsturm-Flieger-Regiment                         | 2. Luftsturm-Flieger-Regiment                         | 2. Luftsturm-Flieger-Regiment                         | Major Toda Kan                 | 500*   |                                                                                            |
|                                                                                          |                                                       |                                                       | Gliederung wie 1. Luftsturm-Flieger-Regiment          |                                                       |                                |        |                                                                                            |
| Folgende Einheiten sind Gleiter-Flieger-Verbände und unterstanden der Divisionsführung   |                                                       |                                                       |                                                       |                                                       |                                |        |                                                                                            |
|                                                                                          |                                                       | 1. Gleiter-Flieger-Regiment                           | 1. Gleiter-Flieger-Regiment                           | 1. Gleiter-Flieger-Regiment                           | Oberstleutnant Kitaura Sonfuku | 50*    |                                                                                            |
|                                                                                          |                                                       |                                                       | 1. Gleiter-Flieger-Kompanie                           | 1. Gleiter-Flieger-Kompanie                           |                                | 150*   | 9 × Typ 100 'Topsy', 18 × Typ 4 Ku-8 'Gander' Lastensegler                                 |
|                                                                                          |                                                       |                                                       | 2. Gleiter-Flieger-Kompanie                           | 2. Gleiter-Flieger-Kompanie                           |                                | 150*   | 9 × Typ 100 'Topsy', 18 × Typ 4 Ku-8 'Gander' Gleiter                                      |
|                                                                                          |                                                       |                                                       | 3. Gleiter-Flieger-Kompanie                           | 3. Gleiter-Flieger-Kompanie                           |                                | 150*   | 9 × Typ 100 'Topsy', 18 × Typ 4 Ku-8 'Gander' Gleiter                                      |
| Folgende Einheiten unterstanden der Divisionsführung                                     |                                                       |                                                       |                                                       |                                                       |                                |        |                                                                                            |
|                                                                                          | 1. Luftsturm-Brigade-Fernmeldeeinheit                 | 1. Luftsturm-Brigade-Fernmeldeeinheit                 | 1. Luftsturm-Brigade-Fernmeldeeinheit                 | 1. Luftsturm-Brigade-Fernmeldeeinheit                 |                                | 50*    |                                                                                            |
|                                                                                          | 101. Boden-Kompanie                                   | 101. Boden-Kompanie                                   | 101. Boden-Kompanie                                   | 101. Boden-Kompanie                                   |                                | 100*   |                                                                                            |
|                                                                                          | 102. Boden-Kompanie                                   | 102. Boden-Kompanie                                   | 102. Boden-Kompanie                                   | 102. Boden-Kompanie                                   |                                | 100*   |                                                                                            |
|                                                                                          | 103. Boden-Kompanie                                   | 103. Boden-Kompanie                                   | 103. Boden-Kompanie                                   | 103. Boden-Kompanie                                   |                                | 100*   |                                                                                            |
|                                                                                          | 1. Luftsturm-Pionier-Verband                          | 1. Luftsturm-Pionier-Verband                          | 1. Luftsturm-Pionier-Verband                          | 1. Luftsturm-Pionier-Verband                          | Major Fukumoto Ryuichi         |        |                                                                                            |
|                                                                                          |                                                       | Führungs-Trupp                                        | Führungs-Trupp                                        | Führungs-Trupp                                        |                                | 20*    |                                                                                            |
|                                                                                          |                                                       | 1. Luftsturm-Pionier-Kompanie                         | 1. Luftsturm-Pionier-Kompanie                         | 1. Luftsturm-Pionier-Kompanie                         |                                | 100*   |                                                                                            |
|                                                                                          |                                                       | 2. Luftsturm-Pionier-Kompanie                         | 2. Luftsturm-Pionier-Kompanie                         | 2. Luftsturm-Pionier-Kompanie                         |                                | 100*   |                                                                                            |
|                                                                                          |                                                       | 3. Luftsturm-Pionier-Ausrüstungs-Zug                  | 3. Luftsturm-Pionier-Ausrüstungs-Zug                  | 3. Luftsturm-Pionier-Ausrüstungs-Zug                  |                                | 100*   |                                                                                            |
|                                                                                          | 1. Luftsturm-Fernmelde-Einheit                        | 1. Luftsturm-Fernmelde-Einheit                        | 1. Luftsturm-Fernmelde-Einheit                        | 1. Luftsturm-Fernmelde-Einheit                        | Hauptmann Tamura Kazuo         | 100*   |                                                                                            |
|                                                                                          | 1. Luftsturm-Wartungs-Einheit                         | 1. Luftsturm-Wartungs-Einheit                         | 1. Luftsturm-Wartungs-Einheit                         | 1. Luftsturm-Wartungs-Einheit                         | Major Isami Kenji              | 100*   |                                                                                            |
|                                                                                          | 1. Luftsturm-Panzer-Einheit                           | 1. Luftsturm-Panzer-Einheit                           | 1. Luftsturm-Panzer-Einheit                           | 1. Luftsturm-Panzer-Einheit                           | Major Tanaka Kenichi           |        |                                                                                            |
|                                                                                          |                                                       | Führungs-Trupp                                        | Führungs-Trupp                                        | Führungs-Trupp                                        |                                | 50*    | 2 × Typ 2 Ke-To Leichte Panzer                                                             |
|                                                                                          |                                                       | Panzer-Kompanie                                       | Panzer-Kompanie                                       | Panzer-Kompanie                                       |                                | 100*   | 12 × Typ 2 Ke-To Leichte Panzer                                                            |
|                                                                                          |                                                       | Infanterie-Kompanie                                   | Infanterie-Kompanie                                   | Infanterie-Kompanie                                   |                                | 100*   |                                                                                            |
|                                                                                          |                                                       | Panzerabwehr-Kompanie                                 | Panzerabwehr-Kompanie                                 | Panzerabwehr-Kompanie                                 |                                | 100*   | 4 × 4,7-cm-Pak, 12 × Typ 94 TK (Tankette)                                                  |
|                                                                                          |                                                       | Motorisierte Kompanie                                 | Motorisierte Kompanie                                 | Motorisierte Kompanie                                 |                                | 100*   | 60 × Typ 95 Leichter LKW                                                                   |
|                                                                                          |                                                       | Wartungs-Trupp                                        | Wartungs-Trupp                                        | Wartungs-Trupp                                        |                                | 20*    |                                                                                            |
|                                                                                          |                                                       |                                                       |                                                       |                                                       |                                | 7.986  | Gesamtstärke                                                                               |

(*) Geschätzte Mannstärke